# Félix Pollaczek
Félix Pollaczek (alemany: Leo Felix Pollaczek)  (Viena, 1 de desembre de 1892 - Boulogne-Billancourt, 29 d'abril de 1981) fou un enginyer i matemàtic austrofrancès conegut per nombroses contribucions a la teoria de nombres, anàlisi matemàtica, física matemàtica i teoria de la probabilitat. És més conegut per la Fórmula de Pollaczek–Khinchine en la teoria de cues (1930) i els polinomis de Pollaczek.
Pollaczek va estudiar a la Universitat Tècnica de Viena i a la Universitat Tècnica de Brno, on es va graduar el 1920 en enginyeria elèctrica. El 1922 va rebre el seu doctorat a la Universitat Humboldt de Berlín en matemàtiques, amb Issai Schur com a director de tesi, per una dissertació titulada Über die Kreiskörper der l-ten und l²-ten Einheitswurzeln, basada en els resultats publicats per primera vegada el 1917.
Després va treballar de 1921 a 1923 com a enginyer telefònic per a AEG a Berlín, i també per al Reichspost (1923–33). El 1933 fou acomiadat perquè era jueu. Va marxar a París, on va treballar d'enginyer de teletràfic a diverses institucions. El 1977 va rebre el premi de teoria John von Neumann, tot i que la seva edat li va impedir de rebre el premi en persona.
Es va casar amb la matemàtica Hilda Geiringer el 1921, i van tenir una filla, Magda, el 1922. No obstant això, el seu matrimoni no va durar, i Magda va ser criada per Hilda.